# جيمي أرمسترونغ (لاعب كرة قدم)
جيمي أرمسترونغ (بالإنجليزية: Jimmy Armstrong)‏ (8 مارس 1904 في المملكة المتحدة - 13 أبريل 1971 بواتفورد في المملكة المتحدة) هو لاعب كرة قدم بريطاني (وحمل سابقاً جنسية المملكة المتحدة لبريطانيا العظمى وأيرلندا) في مركز الدفاع. لعب مع كوينز بارك رينجرز ونادي ليتون أورينت ونادي واتفورد.